# Paolo Manna
Paolo Manna, P.I.M.E. (16. ledna 1872, Avellino – 15. září 1952, Neapol) byl italský římskokatolický kněz a člen Papežského institutu pro zahraniční misie, zakladatel Papežské misijní unie. Katolická církev jej uctívá jako blahoslaveného.

## Život
Narodil se dne 16. ledna 1872 v Avellinu jako páté ze šesti dětí Vincenzu Mannovi a Lorenze Ruggiero. Pokřtěn byl 17. ledna téhož roku v katedrále Nanebevzetí Panny Marie v Avellinu. Dva jeho strýcové byli kněží stejně jako starší bratr. Jeho matka zemřela v roce 1874. V roce 1886 přijal svátost biřmování a první svaté přijímání.
Počáteční vzdělání získal v Avellinu a v Neapoli, kde studoval latinu a řečtinu. Od roku 1889 studoval filosofii na Gregoriánské univerzitě v Římě a v roce 1891 zahájil v Miláně svá teologická studia. Dne 19. května 1894 přijal v katedrále Narození Panny Marie v Miláně z rukou emeritního milánského arcibiskupa Paola Angela Balleriniho kněžské svěcení.
Dne 27. září 1895 zahájil cestu na misie do Toungoo v Barmě, kam dorazil 26. října. Působil tam až do 4. července 1907, avšak mezi tím se musel třikrát načas vrátit do vlasti kvůli záchvatům tuberkulózy, kterou trpěl. V roce 1908 se stal redaktorem časopisu Le Missioni Cattoliche a v roce 1914 začal vydávat noviny Propaganda Missionaria, které získaly velkou popularitu.
V roce 1916 založil Papežskou misijní unii, která se později stala jedním ze čtyř Papežských misijních děl. Spolupracoval se sv. Guidem Mariou Confortim, který založil obdobnou misijní společnost. V roce 1919 založil hnutí Italia Missionaria pro propagaci misií mezi dospívajícími, a také založil vzdělávací institut pro seminaristy v Trentole Ducentě ve snaze podporovat povolání k misiím. Od 25. srpna 1924 do 25. října 1934 sloužil jako generální představený Papežského institutu pro zahraniční misie se sídlem v Miláně.
Roku 1926 sjednotil na popud papeže Pia XI. pobočky Papežského institutu pro zahraniční misie v Římě a v Miláně, aby byl institut více jednotný. Od 9. listopadu 1927 do 14. února 1929 podnikl dlouhou cestu po misijních stanicích v Africe a ve Spojených státech amerických. V roce 1943 založil časopis Vegna il Tuo regno.
Dne 13. září 1952 podstoupil operaci kvůli zhoršenému zdraví. Po ní však následovaly komplikace, na které dne 15. září 1952 v Neapoli zemřel. Jeho ostatky byly pohřbeny v Trentole Ducentě, kde dne 13. prosince 1990 navštívil jeho hrob papež sv. Jan Pavel II.

## Úcta
Jeho beatifikační proces započal dne 23. srpna 1973, čímž obdržel titul služebník Boží. Dne 18. února 1989 jej papež sv. Jan Pavel II. podepsáním dekretu o jeho hrdinských ctnostech prohlásil za ctihodného.
Blahořečen byl dne 4. listopadu 2001 na Svatopetrském náměstí papežem sv. Janem Pavlem II.
Jeho památka je připomínána 15. září. Bývá zobrazován v kněžském oděvu. Je patronem jím založené misijní unie.